# فزن
فِزَن (به فرانسوی: Feyzin) یک کمون در فرانسه با جمعیت ۹٬۶۷۲ نفر است که در Canton of Saint-Fons واقع شده‌است.